# Kristina Tonteri-Young
Kristina Annika Tonteri-Young (17 gennaio 1998) è un'attrice ed ex ballerina finlandese.

## Biografia
Tonteri-Young è nata in Finlandia da genitori finlandesi e neozelandesi e parla fluentemente inglese e finlandese. La sua famiglia si è trasferita a New York quando aveva 6 anni. Dal 2009 al 2012 ha frequentato l'Accademia statale di coreografia di Mosca, dove ha imparato il russo. Durante la sua permanenza in Russia è apparsa in La fille mal gardée al Teatro Bol'šoj e ne La bella addormentata e Le Corsaire al Palazzo di Stato del Cremlino. All'età di 16 anni ha iniziato a recitare, frequentando alcuni corsi estivi di Shakespeare alla Royal Academy of Dramatic Art. Ha frequentato la Guildhall School of Music and Drama dal 2016 al 2019.
Kristina Tonteri-Young ha recitato nel suo primo ruolo sullo schermo nella serie Netflix Warrior Nun, dove interpretava suor Beatrice. Da allora è apparsa in alcuni film, tra cui Outside the Wire sempre prodotto da Netflix.

## Filmografia

### Cinema
- Natale con Bob (A Christmas Gift from Bob), regia di Charles Martin Smith (2020)
- Dancing Through the Shadow, regia di Leif Bristow (2021)
- Outside the Wire, regia di Mikael Håfström (2021)

### Televisione
- Warrior Nun – serie TV, 18 episodi (2020-2022)

## Doppiatrici italiane
Nelle versioni in italiano delle opere in cui ha recitato, Kristina Tonteri-Young è stata doppiata da:
- Georgia Lepore[6] in Warrior Nun[7]
- Emanuela Ionica[8] in Outside the Wire[9]